# Smettere di fumare fumando
Smettere di fumare fumando è un film documentario del 2012 scritto, diretto e interpretato da Gipi.

## Trama
Il fumettista Gianni Pacinotti, in arte Gipi, è un tabagista accanito che fuma due pacchetti di sigarette al giorno. Un giorno decide improvvisamente di smettere di fumare, passando in un colpo solo dalle quaranta sigarette quotidiane alla totale astinenza. Gipi documenta i dieci giorni di astinenza tra nevrosi, deliri ed elucubrazioni etico-morali.

## Produzione
Il documentario costituisce la seconda opera cinematografica di Gipi, dopo il film L'ultimo terrestre, presentato al festival di Venezia l'anno precedente. L'idea nacque non da una reale volontà di smettere di fumare, quanto piuttosto dalla necessità avvertita dall'autore di raccontare una storia: «Mi sembrava di non avere più idee, nessuna, da tempo immemorabile. [...] Volevo una storia ma mi trovavo con il cervello impigrito [...] Ho detto: ideona! Smetto di fumare e filmo tutto quello che succede nel farlo! Immaginavo che sarei impazzito, avrei dato in escandescenze, perduto il controllo e, con una microcamera, avrei filmato questo disastro, che immaginavo buffo, e ne avrei fatto una storia per immagini». Tuttavia, Gipi approfittò delle riprese per smettere realmente di fumare e risolvere la sua accanita dipendenza dal tabacco.
Secondo quanto riferito dal regista, il film è costato appena 350 euro, ovvero il prezzo della GoPro utilizzata per buona parte delle riprese, insieme a una videocamera Canon EOS 5D che già possedeva. La produzione è durata tredici giorni, dieci di riprese e tre di post-produzione audio. Il documentario segue fedelmente i primi dieci giorni di astinenza di Gipi, il quale filmava e procedeva al montaggio e alla creazione delle musiche ogni giorno prima di quello successivo. Nel cast, oltre allo stesso Gipi, ci sono attori non professionisti, amici e parenti dell'autore nel ruolo di loro stessi.

## Distribuzione
È stato presentato il 23 novembre 2012 in concorso alla trentesima edizione del Torino Film Festival.